# La lingua italiana
La lingua italiana. Storia, strutture, testi, è una rivista di linguistica e di storia della lingua italiana.

## Storia
Fondata da Maria Luisa Altieri Biagi, Maurizio Dardano e Pietro Trifone nel 2005, è attualmente diretta da Gianluca Colella, Maurizio Dardano, Lorenzo Filipponio, Gianluca Frenguelli, Claudio Giovanardi, Emiliano Picchiorri, Laura Ricci, Pietro Trifone e Jacqueline Visconti.
Fanno parte del comitato scientifico Zygmunt Baranski, Gerald Bernhard, Vincenzo Faraoni, Franck Floricic, Giovanna Frosini, Christopher Kleinhenz, Irene Iocca, Adam Ledgeway, Davide Mastrantonio, Massimo Palermo, Daniela Pietrini, Giuseppe Polimeni, Franz Rainer, Luigi Spagnolo, Lorenzo Tomasin e Giuseppe Zarra.
Fanno parte del comitato di redazione Joshua Brown, Marco Di Giacomo, Yorick Gomez Gane, Michel Ortore e Emanuele Ventura.
Vi si trovano ricerche e studi sulla lingua italiana, antica e moderna, letteraria e non, di taglio sincronico o diacronico. Sono presenti anche contributi di filologia italiana.
La rivista ospita interviste a studiosi stranieri e una rubrica di recensioni a volumi del settore apparsi negli ultimi anni.